# 鍋島直樹 (経済学者)
鍋島 直樹（なべしま なおき、1963年（昭和38年） - ）は、日本の経済学者。専門は経済思想史。名古屋大学大学院経済学研究科教授。第1回経済史学会研究奨励賞受賞。鹿児島県出身。趣味は、お酒。

## 略歴
- 1987年　早稲田大学教育学部社会科学専修卒業
- 1990年　一橋大学大学院経済学研究科修了、修士（経済学）
- 1993年　一橋大学大学院経済学研究科博士後期課程単位修得退学
- 1993年　一橋大学経済学部助手
- 1994年　名古屋大学経済学部助手
- 1995年　富山大学経済学部講師
- 1997年　富山大学経済学部助教授
- 2002年　博士（経済学）（京都大学）
  - 博士論文 『ケインズとカレツキ ポスト・ケインズ派経済学の源泉』
- 2004年　名古屋大学大学院経済学研究科助教授
- 2005年　名古屋大学経済学研究科教授

## 著書

### 単著
- 『ケインズとカレツキ』（名古屋大学出版会, 2001年, ISBN 4815804125）※第1回経済史学会研究奨励賞受賞
- 『ポスト・ケインズ派経済学』（名古屋大学出版会, 2017年, ISBN 9784815808624）
- 『現代の政治経済学：マルクスとケインズの総合』（ナカニシヤ出版, 2020年, ISBN 4779514363）

### 共著
- 『戦後日本資本主義』（山田鋭夫,ロベール・ボワイエ 編）（藤原書店, 1999年2月, ISBN 4894341239）
- 『入門・社会経済学』（宇仁宏幸,坂口明義,遠山弘徳,鍋島直樹 著）（ナカニシヤ出版, 2004年4月, ISBN 4888488797）

### 編著
- 『現代資本主義への新視角 多様性と構造変化の分析』（山田鋭夫,宇仁宏幸,鍋島直樹 編）（昭和堂, 2007年1月 ISBN 9784812207079）

### 訳書
- 『ケインズの闘い 哲学・政治・経済学・芸術』（ジル・ドスタレール 著、鍋島直樹,小峯敦 監訳、山田鋭夫,山崎聡,齋藤隆子,藤田菜々子,池田毅,内藤敦之 訳）（藤原書店, 2008年9月, ISBN 9784894346451）
- 『経済学のどこが問題なのか』（ロバート・スキデルスキー著、鍋島直樹訳）（名古屋大学出版会、2022年）